# Na zdrowie (Kochanowski)

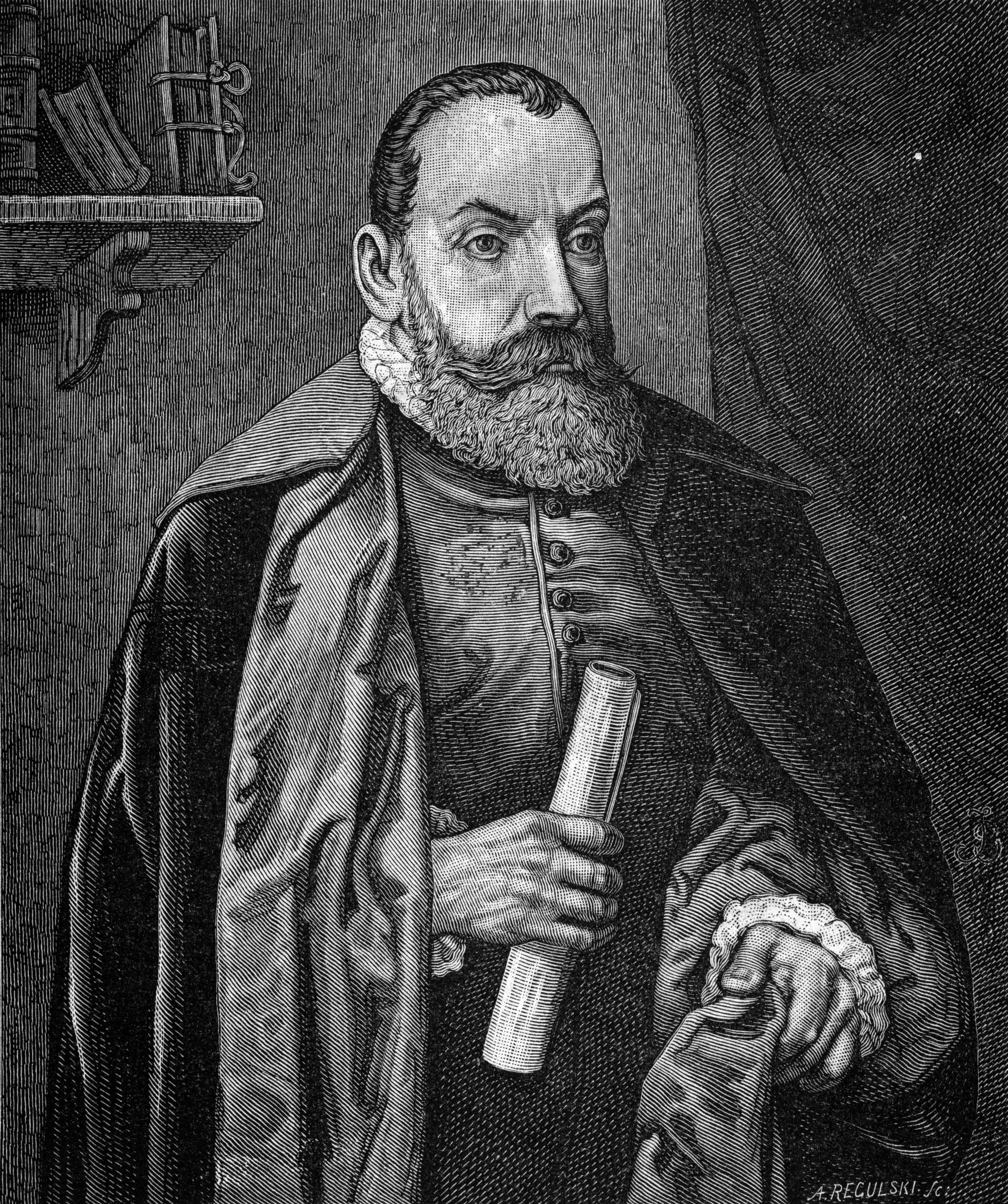
Jan Kochanowski

Na zdrowie – utwór z cyklu Jana Kochanowskiego Fraszki. Wiersz jest napisany pięciozgłoskowcem i składa się z dwudziestu czterech wersów. Zalicza się do najpopularniejszych liryków poety.
Szlachetne zdrowie,

Nikt się nie dowie,

Jako smakujesz,

Aż się zepsujesz.
Echo pierwszych wersów fraszki Kochanowskiego można zauważyć w apostrofie Pana Tadeusza Adama Mickiewicza, w których występuje ten sam rym zdrowie/dowie.